# Chartographa plurilineata
Chartographa plurilineata là một loài bướm đêm trong họ Geometridae.